# Joan of Arc (sång)
Joan of Arc är en låt av den brittiska synthpop-gruppen Orchestral Manoeuvres in the Dark utgiven 1981. Den var den andra singeln från albumet Architecture & Morality och nådde 5:e plats på brittiska singellistan.

## Utgåvor
7" DinDisc DIN 36
1. "Joan of Arc" (Andy McCluskey)
2. "The Romance of the Telescope (Unfinished)" (Paul Humphreys/McCluskey)

12" DinDisc DIN 36-12
1. "Joan of Arc" (Andy McCluskey)
2. "The Romance of the Telescope (Unfinished)" (Humphreys/McCluskey)